# Castrelos e Carrazedo
Castrelos e Carrazedo (Officiellement: União das Freguesias de Castrelos e Carrazedo) est une freguesia portugaise du concelho de Bragance avec une superficie de 50,53 km2 pour une densité de population de 4,8 hab/km2 avec 241 habitants en 2011.

## Histoire
Elle fut constituée en 2013, dans le cadre d'une réforme administrative nationale, par la fusion entre les deux anciennes freguesias de Castrelos et de Carrazedo.

## Demographie
| Freguesia actuelle | Freguesia actuelle    | Freguesia actuelle | Freguesia actuelle | Anciennes freguesias | Anciennes freguesias | Anciennes freguesias | Anciennes freguesias |
| Blason             | Freguesia             | Population         | Superficie(km2)    | Blason               | Freguesia            | Population(2011)     | Superficie(km2)      |
| ------------------ | --------------------- | ------------------ | ------------------ | -------------------- | -------------------- | -------------------- | -------------------- |
|                    | Castrelos e Carrazedo | 241                | 50,53              |                      | Castrelos            | 121                  | 19,03                |
|                    | Castrelos e Carrazedo | 241                | 50,53              | Carrazedo            | 114                  | 31,5                 |                      |